# Качуринці
Качу́ринці — село в Україні, у Війтовецькій селищній територіальній громаді Хмельницького району Хмельницької області. Населення становить 156 осіб.

## З історії
7 (20) листопада 1917 року, відповідно до Третього Універсалу Української Центральної Ради, увійшло до складу Української Народної Республіки.
Колишній орган місцевого самоврядування — Петриковецька сільська рада.

## Населення

### Мова
Розподіл населення за рідною мовою за даними перепису 2001 року:
| Мова       | Відсоток |
| ---------- | -------- |
| українська | 100 %    |

## Географія
Селом протікає річка Бовенець.

## Галерея

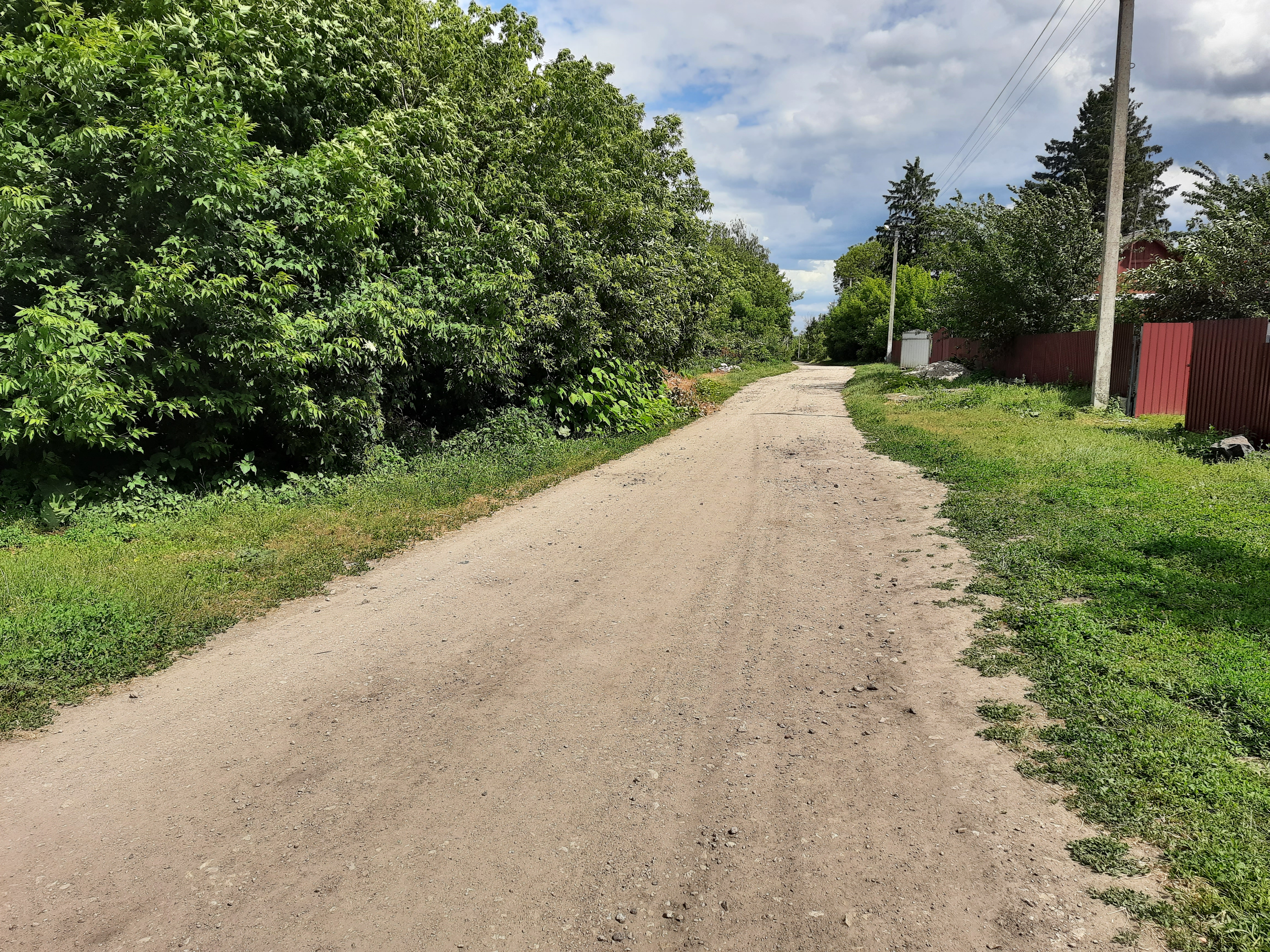
Сільська вулиця
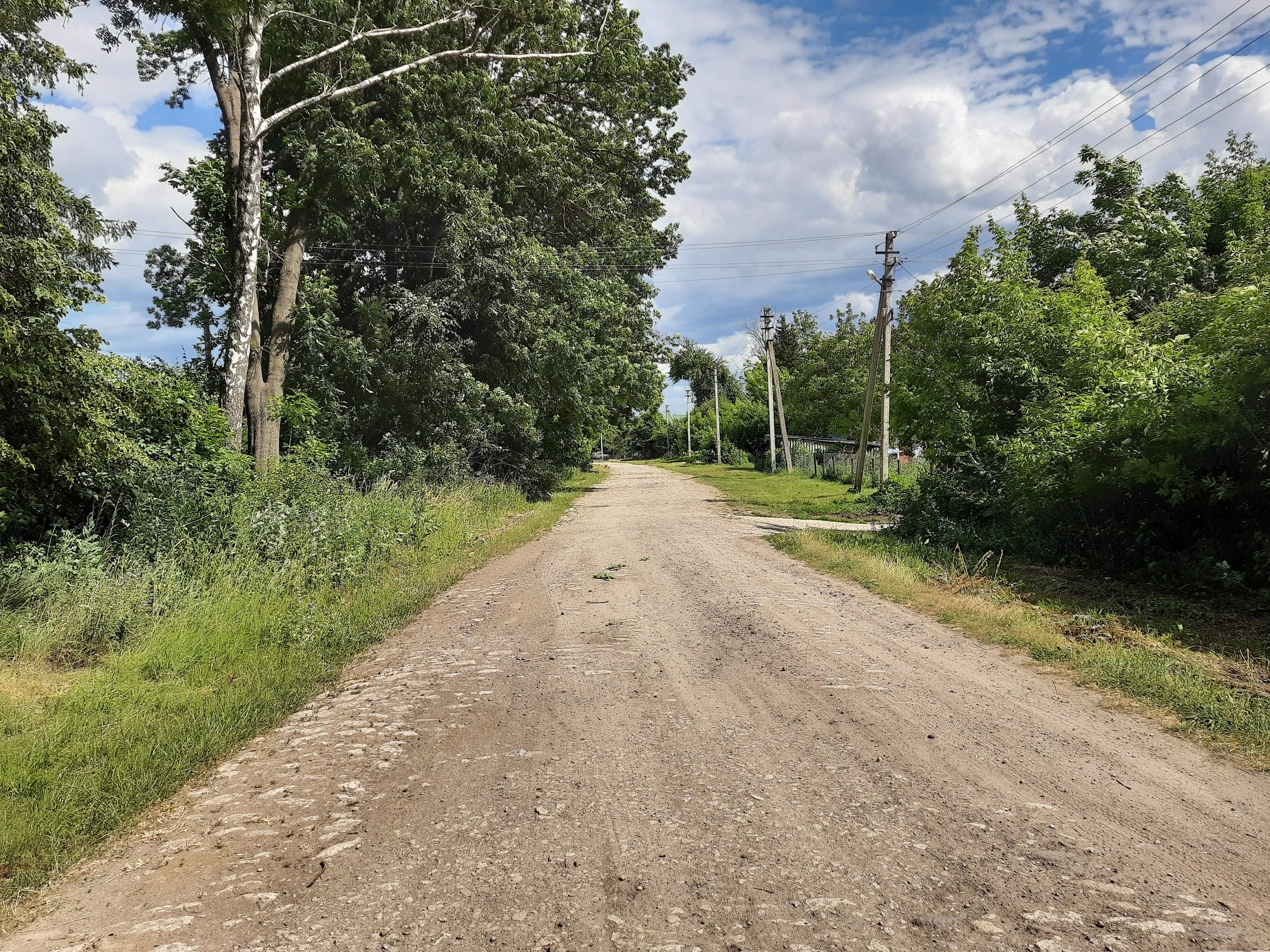
Сільська вулиця
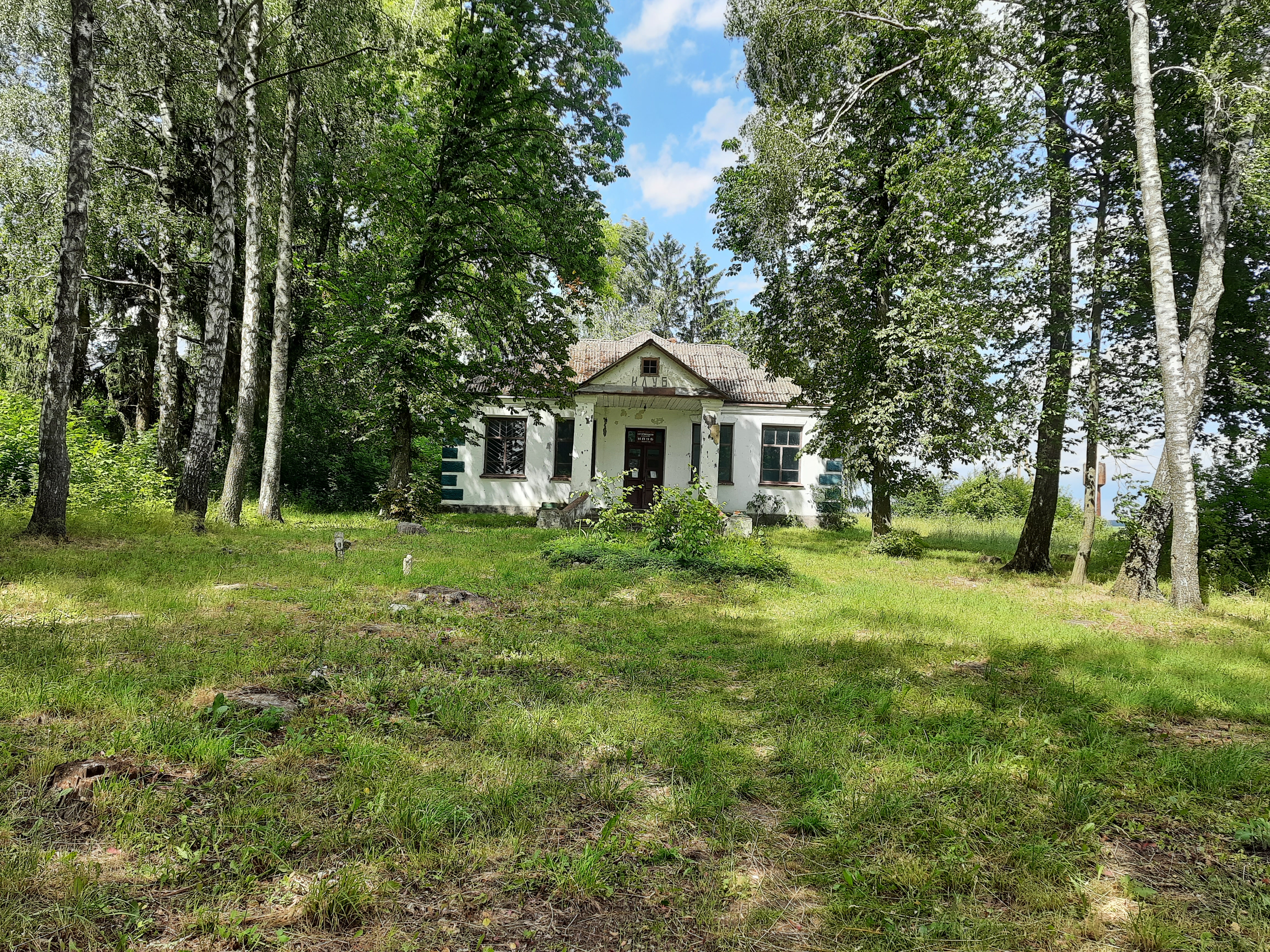
Клуб
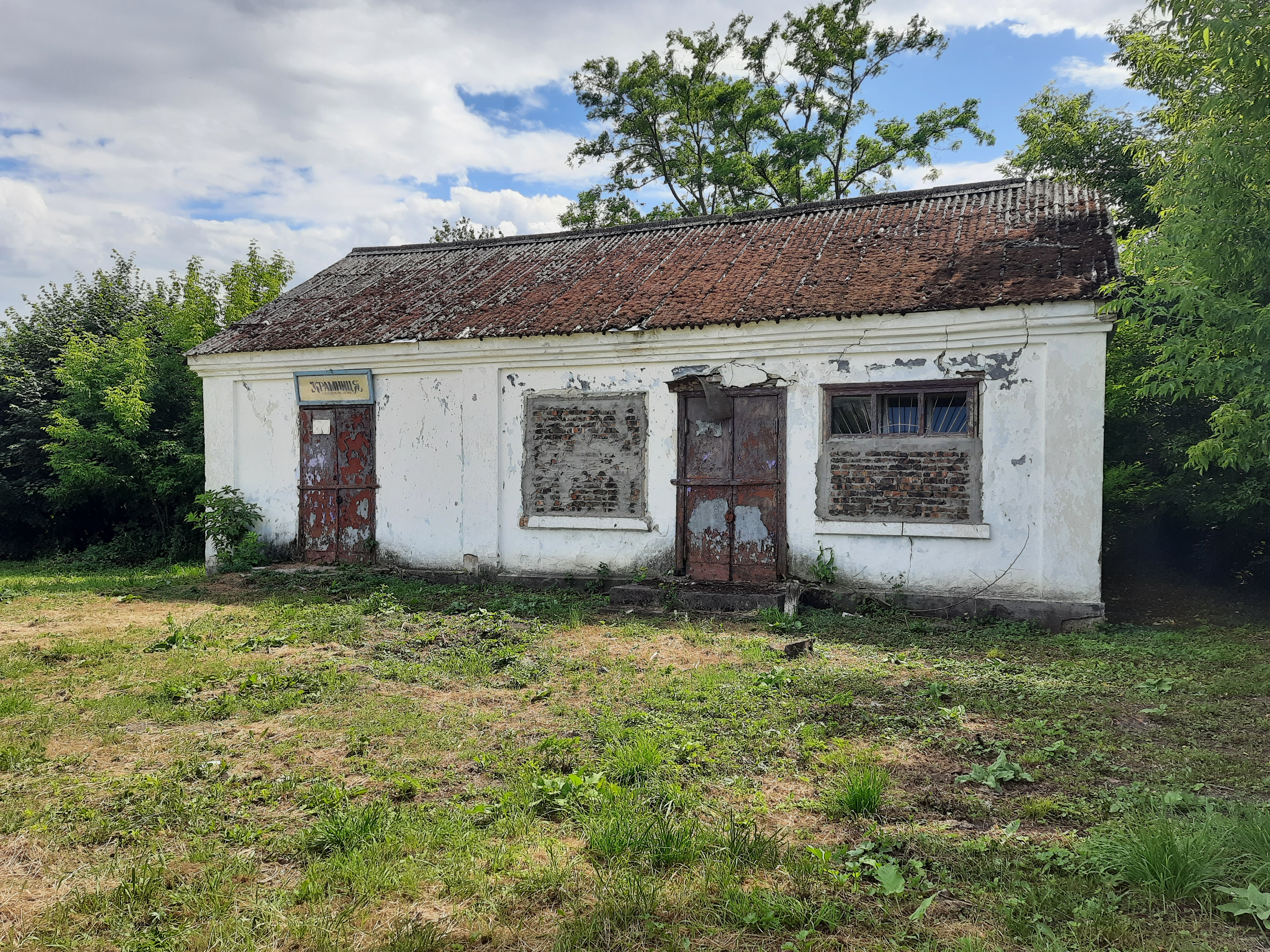
Крамниця
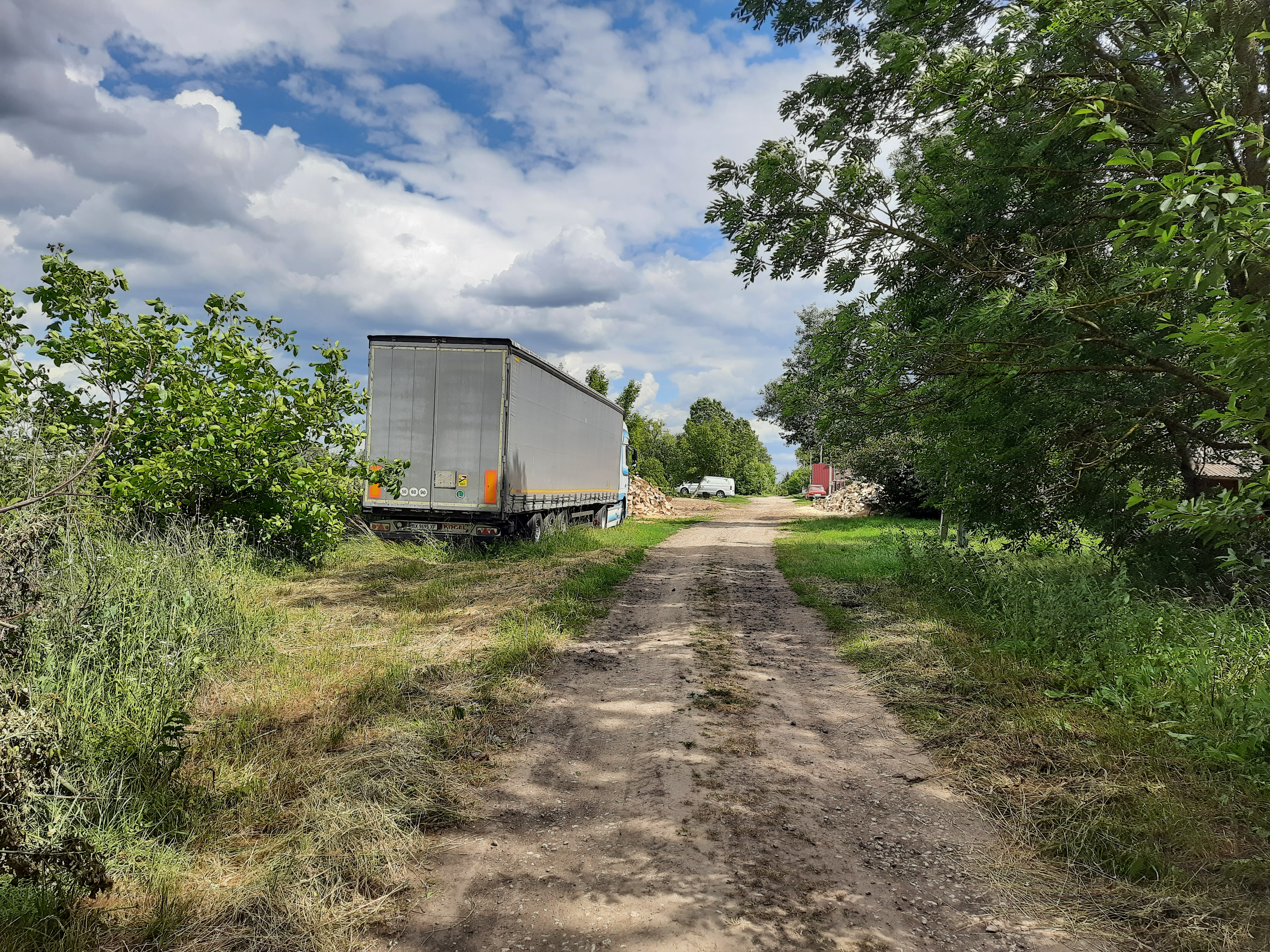
Сільський пейзаж
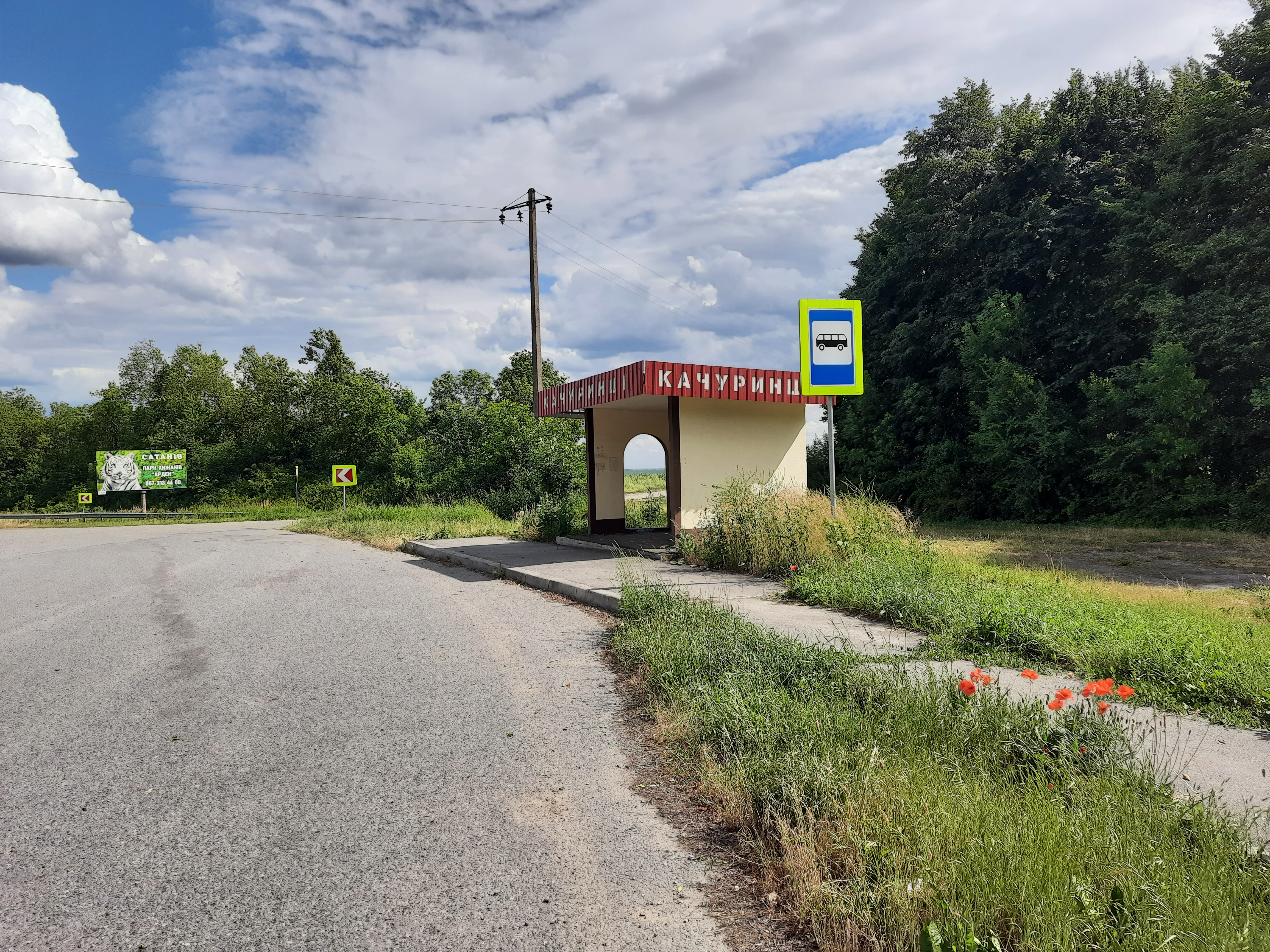
Автобусна зупинка біля села
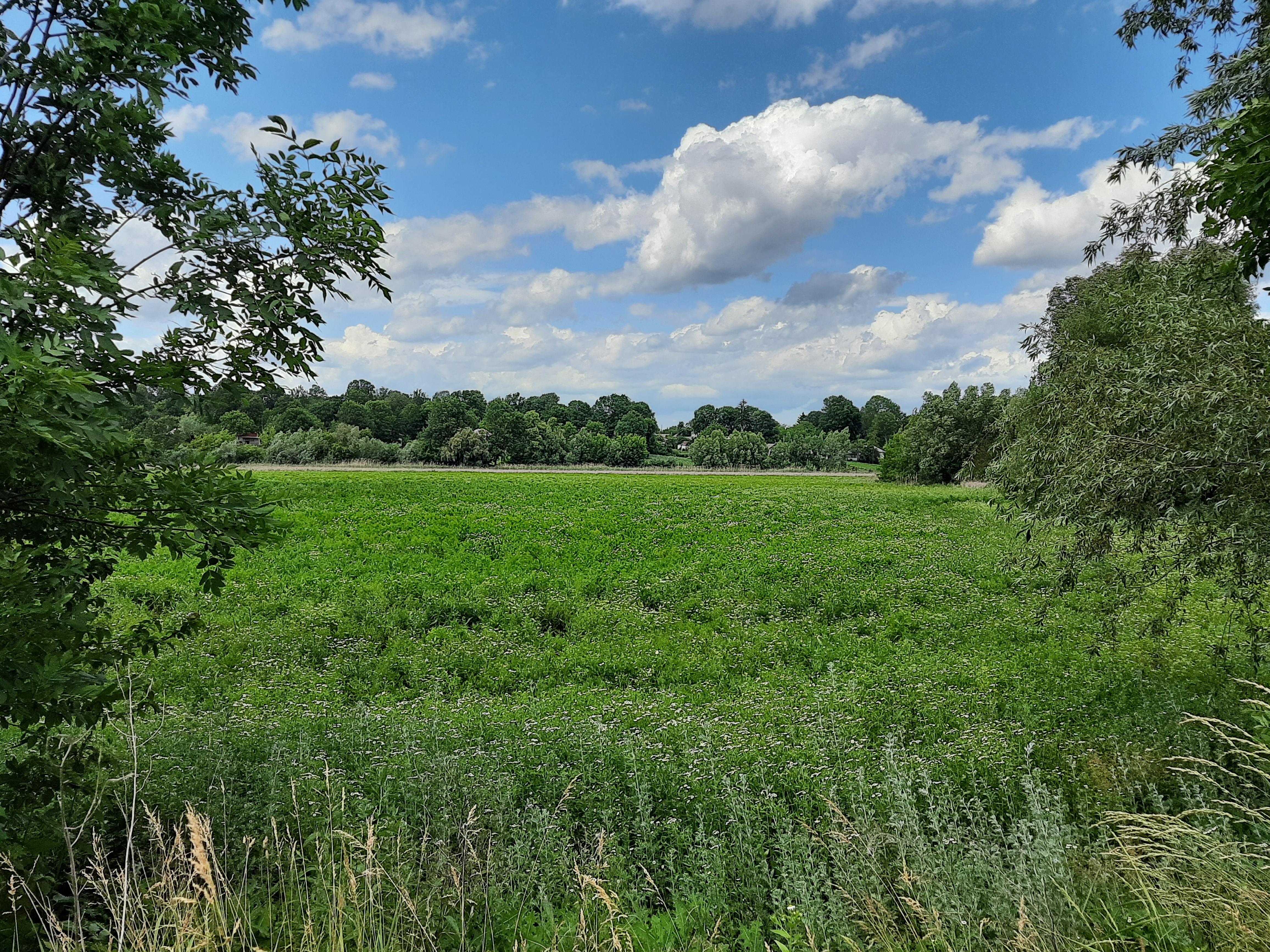
Краєвид біля села